# عادل الشطي
عادل الشطي مواليد 29 أغسطس 1972 في الكويت، هو لاعب سابق في كرة مضرب وإعلامي ومعلق كرة مضرب كويتي حالي يعمل في قنوات بي إن سبورت. مُتزوج ولديه ابن واحد ونال شهادة بكالوريوس في التربية البدنية.

## مسيرته

### المسيرة الرياضية
بدأ في مُمارسة الجودو والسباحة قبل أن يبدأ مُمارسة كرة المضرب في عام 1983 بعمر 11 عام في نادي اليرموك الرياضي ثم التحق في المنتخب الوطني للناشئين في عام 1987. لم يحترف بسبب الدراسة وقلة الدعم المادي والرعاية. وشارك في كأس ديفيز لمُدة عشرة أعوام مُتتالية مع المنتخب الوطني. قبل أن يُعلن اعتزاله في 2001 بعمر 29 عام. وفي عام 2002 توّجه إلى تدريب نادي اليرموك الرياضي لكرة المضرب.
حقق كلاعب عدة إنجازات منها كأس ديفيز وتحقيق فضيتين في غرب آسيا عام 1997 بإيران وذهبية في البطولة العربية للأندية في سوريا عام 1997 وذهبية الخليج عام 1999 وفضية الخليج ثلاث مرات. وبطل الكويت أكثر من 8 سنوات متتالية ونهائي في إحدى البطولات في فرنسا عام 1993.

### المسيرة الإعلامية
بدأ في تلفزيون الكويت في عام 2002 بالتعليق على بعض البطولات المحلية واستمر بالعمل فيها حتى عام 2005. إلى أن رشحه ناصر الخليفي في العمل في قنوات الجزيرة الرياضية (بي إن سبورت حالياً) والذي ما زال يعمل فيها حتى الآن كمذيع وإعلامي ومُعلق رياضي. ويُعد عادل الشطي أحد أبرز إعلاميو كرة المضرب في العالم العربي.